# Dieriewieńka Kuznieczicha
Dieriewieńka Kuznieczicha (ros. Деревенька Кузнечиха) – wieś w Rosji, w rejonie charowskim obwodu wołogodzkiego. W 2021 r. była niezamieszkana.